# Aquiles Estaço
Aquiles Estaço, latinisiert Achilles Statius Lusitanus, italienisch Achille Stazio (* 12. Juni 1524 in Vidigueira, Distrikt Beja, Alentejo, Portugal; † 17. September 1581 in Rom, Italien) war ein portugiesischer Humanist, Schriftsteller, Philologe und Übersetzer. Er gilt neben João de Barros, André de Gouveia und Damião de Góis als bedeutendster Humanist Portugals im 16. Jahrhundert.

## Leben
Aquiles, dessen Namen übersetzt Achilles heißt, wurde von seinem Vater, Paulo Nunes Estaço, so genannt, weil dieser hoffte, sein Sohn werde das Waffenhandwerk wie sein Vater erlernen. Paulo war der offizielle Waffenmeister von Dom Vasco da Gama, dem Entdecker des Seeweges nach Indien und Grafen von Vidigueira, damit sein Lehnsherr. Durch seine Tätigkeit als Waffenmeister hoher portugiesischer Herren lebte Paulo und damit Aquiles die ersten acht Jahre seines Lebens im Ausland, vor allem in Brasilien und Afrika. Doch der sensible Junge entschied sich statt für das Waffenhandwerk lieber für Sprachen und begann zunächst ein Studium der griechischen und lateinischen Sprache an der Universität Évora. Sein Lehrer war João de Barros, dessen Sohn Antonio ein Kommilitone. Nach kurzer Zeit wechselte er an die Universität Coimbra, eine der ältesten Universitäten Europas und Stammsitz des portugiesischen Humanismus.  Wieder nach einiger Zeit wechselte er ab 1545 an die Universität von Löwen in Flandern, wo er seine Studien fortsetzte. 1548 wechselte er an die Universität von Paris, wo er seine Studien in Theologie, Griechisch und Hebräisch sowie Latein abschloss. Sein erstes Buch schrieb er mit gerade dreiundzwanzig Jahren. 
1555 kam er erstmals nach Rom, wo er bis 1557 verblieb. Dann ist seine Anwesenheit in Padua bezeugt. In dieser Zeit war er persönlicher Sekretär und Bibliothekar von Guido Ascanio Sforza, Camerlengo des Papstes und Protektor von Portugal (1518–1564). Er stand auch unter dem Schutz diverser Päpste der Zeit; Papst Pius IV. beispielsweise schätzte ihn, da er als Übersetzer diverser griechischer Theologen und Autoren ins Lateinische diente. So übersetzte er Johannes Chrysostomos, Kyrill von Alexandria, Athanasius den Großen, Gregor von Nyssa, Kallimachos von Kyrene, Amphilochius von Ikonium.  In seine Heimat kehrte er trotz des Angebotes der Krone, eine umfassende geschichtliche Darstellung des Landes zu schreiben, nicht mehr zurück.
Bedeutung erlangte sein Kommentar zum Werk von Catull, das in gedruckter Form als Buch heute in mehr als dreiunddreißig Bibliotheken Italiens vorliegt und auch für schulische und wissenschaftliche Zwecke genutzt wird. Außerdem gibt es von ihm Kommentare zu Sueton, Horaz und Cicero.
Aquiles starb am 17. September 1581 in Rom und wurde in der dortigen Kongregationskirche Santa Maria in Vallicella der Oratorianer beigesetzt. Seine Bibliothek mit mehr als 1700 Bänden und mehreren hundert Handschriften überließ er der Ordensbibliothek, die ihren heute umfangreichen Bestand darauf aufbauen konnte. Von Aquiles selbst sind bisher rund fünfundzwanzig Bücher und rund achtunddreißig Manuskripte erhalten. Die Forschungen dauern an. 
In seiner Heimatgemeinde Vidigueira gibt es ein Studienzentrum, das sich wissenschaftlich mit der Aufarbeitung von Leben und Werk von Aquiles beschäftigt: "Centro de estudos e formação Aquiles Estaço".

## Werke (Auswahl)
- Achillis Statii Lusitani Sylvulae Duae, quibus adiuncta sunt praefatio in Topica Ciceronis et oratio quodlibeetica eiusdem. Nunc primum in lucem edita, 1547.
- Achillis Statii Lusitani commentarii in librum Ciceronis de fato, 1551.
- Achillis Statii...in Q. Horatii Flacci Poeticam commentarii, 1553.
- S. Pachomii...Regula e Syriaco Graecoque in Latinum a B. Hieronymo conversa. Item B. Anselmi de vita aeterna sermo. Utrumque numquam antea, nunc autem ab Achille Statio Lusitano primum editum, 1575.
- Sancti patris nostri Iohannis archiepiscopi Constantinopolitani cognomento Chrysostomi Homilia in Seraphim. Achille Statio Lusitano interprete, 1579.
- De reditibus ecclesiasticis, qui beneficiis et pensionibus continentur commentarioli, 1581.